# Медичний сленг
Медичний сленг (інколи медичний жаргон) — це використання абревіатур, акронімів і неофіційної термінології для опису пацієнтів, іншого медичного персоналу та медичних концепцій. Деякі терміни можуть мати принизливий зміст. В англійській мові медичний сленг увійшов у масову культуру через телевізійні лікарні та судово-медичні драми, такі як ER, House MD, NCIS: Полювання на вбивць, Scrubs і Анатомія Грей, а також через художню літературу в таких книгах, як The House of GoId Семюела Шема (Стівен Джозеф Бергман), Bodies Джеда Меркуріо та A Case of Need Джеффрі Хадсона (Майкл Крайтон).
Приклади принизливої лексики включають мішки та мітки для трупа, посилання на процес надходження в морг; донорцикл для мотоцикла, або англ. PFO (pissed [drunk] and fell over) для п'яного що впав. Менш образливими є терміни сині труби для вен (blue pipes for veins); капуста для шунтування серця (англ. cabbage for a heart bypass — CABG: аортокоронарне шунтування або АКШ) і кран шампанського для бездоганної люмбальної пункції, тобто такої, де кількість еритроцитів дорівнює нулю.

## Обмеження щодо використання
У багатьох країнах жартівливі або образливі абревіатури тепер вважаються неетичними та неприйнятними, і пацієнти можуть отримати доступ до своїх медичних записів. Медичні заклади ризикують отримати позов від пацієнтів, яких образили описи. Ще однією причиною обмеження є те, що жартівливі абревіатури можна сплутати зі справжніми медичними термінами та неправильним призначеннями лікуванням.
В одному зі своїх щорічних звітів (від BBC) колекціонер медичного сленгу Адам Фокс навів приклад, коли лікар вписав у карту пацієнта «TTFO», що означає «сказано відідбати» (англ. “told to fuck off”). Коли його запитали про запис, лікар сказав, що абревіатура означає «приймати рідину перорально».
Як наслідок, медичний сленг, як правило, обмежується усним використанням і неофіційними нотатками чи електронними листами, які не є частиною офіційної історії пацієнта (паперової чи електронної). Його також можна використовувати серед медичного персоналу за межами лікарні. Він не зустрічається в медичних картах пацієнтів, і через зростання обізнаності про медичний сленг, часто не використовується у присутності пацієнтів.

## Не англійська
Хоча онлайн-словники медичного сленгу в основному з англомовних країн, неанглійський медичний сленг був зібраний Фоксом з інших країн. Бразильський медичний сленг включає PIMBA («Pé Inchado Mulambo Bêbado Atropelado», що означає «розпухлий, п'яний, перебитий жебрак»), Poliesculhambado (багаторазовий пацієнт, який опинився одній і тій самій ситуації кілька разів) і Trambiclínica («шахрайська клініка», де дешево працюють студенти-медики).

## Річний огляд
Британський лікар доктор Адам Фокс з лікарні Святої Марії в Лондоні проводить щорічний огляд використання медичного сленгу. Фокс витратив п'ять років на дослідження понад 200 прикладів, регіональних і національних термінів і загального медичного сленгу. Він вважає, що лікарі стали більше поважати пацієнтів, що й посприяло занепаду сленгу. Хоча його використання в медичній професії може зменшитися, в Інтернеті було складено кілька словників медичного сленгу.